# Le Canet (Dordogne)
Pour les articles homonymes, voir Le Canet.
Le Canet est une ancienne commune française située dans le département de la Dordogne, en région Nouvelle-Aquitaine. Depuis 1859, elle fait partie de la commune de Port-Sainte-Foy, devenue Port-Sainte-Foy-et-Ponchapt en 1960.

## Géographie
Bordée par la Dordogne en Bergeracois, dans le quart sud-ouest du département de la Dordogne, Le Canet forme la partie sud-ouest de la commune de Port-Sainte-Foy-et-Ponchapt.

## Histoire
Le Canet est une commune française créée à la Révolution.
Elle fusionne en 1859, en même temps que La Rouquette, avec celle de Saint-Avit-du-Tizac qui prend alors le nom de Port-Sainte-Foy.

## Démographie
| 1800 | 1806 | 1821 | 1831 | 1836 |
| ---- | ---- | ---- | ---- | ---- |
| 228  | 306  | 193  | 225  | 250  |

| 1841 | 1846 | 1851 | 1856 | - |
| ---- | ---- | ---- | ---- | - |
| 233  | 244  | 243  | 240  | - |